# Pablo Terevinto
Pablo Terevinto (* 1899 in Montevideo; † unbekannt) war ein uruguayischer Fußballspieler.

## Verein
Stürmer Terevinto gehörte von 1920 bis 1931 dem Kader des Club Atlético Peñarol an. Bereits 1921 wurde er mit seinem Verein Uruguayischer Meister in der Primera División. In jener Spielzeit war Terevinto Torschützenkönig. 1924 gewann Terevinto mit den Aurinegros während der Phase der Spaltung der Organisationsstruktur des uruguayischen Fußballs die von der Federación Uruguaya de Football (FUF) ausgespielte Parallel-Meisterschaft. Anschließend errang er 1928 und 1929 zwei weitere Landesmeistertitel. 1928 siegte man zudem bei der Copa Aldao. Der Spieler mit dem Spitznamen el Cañón 42, den er in Anlehnung an ein gleichnamiges deutsches Geschütz aus dem Ersten Weltkrieg erhielt, war im Jahre 1929 Gegenstand von öffentlichen, auch über die Presse ausgetragenen Streitigkeiten zwischen der Vereinsführung und Teilen der Mitglieder, die eine Startelfberücksichtigung Terevintos forderten.

## Nach der Karriere
In den 1950er Jahren wirkte Terevinto als Schatzmeister des Führungsgremiums Peñarols.

## Erfolge
- Uruguayischer Meister (1921, (1924), 1928 und 1929)
- Copa Aldao (1928)